# For Love of Gold
For Love of Gold è un cortometraggio muto del 1908 diretto da David Wark Griffith. La storia era tratta da Just Meat, un racconto breve di Jack London apparso in When God Laughs and Other Stories, pubblicato a New York nel 1911. Fu il primo dei numerosissimi adattamenti delle opere dello scrittore californiano per lo schermo.

## Trama
Due ladri, in combutta tra loro, si introducono una notte in una casa dove sanno di poter trovare un ricco bottino. Messo fuori combattimento con il cloroformio il padrone di casa, aprono la cassaforte dove trovano dei gioielli, tra cui una preziosissima collana. I due tornano nella loro squallida stanza ammobiliata, dove si dividono il bottino. Quando arrivano alla collana, cominciano però a litigare. La disputa viene interrotta dalla decisione di fare una pausa per il pranzo. Dopo aver mangiato, uno dei due avvelena il caffè del compare che presto cade a terra, in preda alle convulsioni. La gioia feroce dell'assassino sarà di breve durata: non era stato l'unico a pensare all'omicidio per impossessarsi del gioiello e pure lui sarà vittima dell'amore per l'oro.

## Produzione
Il film fu prodotto dall'American Mutoscope & Biograph

## Distribuzione
Il copyright del film, richiesto dall'American Mutoscope and Biograph Co., fu registrato l'11 agosto 1908 con il numero H114479. Il film uscì nelle sale il 21 agosto 1908.
Non si conoscono copie ancora esistenti della pellicola che viene considerata presumibilmente perduta
.